# Ljubezen (film, 2012)
Ljubezen (nemško Liebe, francosko Amour) je avstrijsko-francosko-nemški romantično tragični film iz leta 2012, ki ga je režiral in zanj napisal scenarij Michael Haneke, v glavnih vlogah pa nastopajo Jean-Louis Trintignant, Emmanuelle Riva in Isabelle Huppert. Zgodba prikazuje starejši par Anne (Riva) in Georgesa (Trintignant), ki sta upokojena glasbena učitelja s hčerjo v tujini. Anne utrpi možgansko kap, ki paralizira desno stran njenega telesa. Film je nastal v koprodukciji treh družb, francoske Les Films du Losange, nemške X-Filme Creative Pool in avstrijske Wega Film.
Film je bil premierno prikazan 20. maja 2012 na Filmskem festivalu v Cannesu, kjer je osvojil zlato palmo. Na 85. podelitvi je bil kot drugi avstrijski film nagrajen z oskarjem za najboljši tujejezični film, nominiran pa je bil še za najboljši film, igralko (Riva), izvirni scenarij in režijo. Riva je s 85-timi leti postala najstarejša nominiranka za oskarja za glavno vlogo. Nominiran je bil za šest evropskih filmskih nagrad, osvojil pa štiri, tudi za najboljši film in režijo. Osvojil je nagrade ameriškega Nacionalnega združenja filmskih kritikov za najboljši film, režijo in igralko ter nagradi BAFTA za najboljšo igralko in tujejezični iflm. Riva je postala najstarejša dobitnica nagrade BAFTA. Nominiran je bil tudi za deset nagrad César, osvojil pa jih je pet, tudi za najboljši film, režijo, igralca in igralko. Leta 2016 ga je 177 filmskih kritikov uvrstilo na 42. mesto lestvice najboljših filmov 21. stoletja.

## Vloge
- Jean-Louis Trintignant kot Georges Laurent
- Emmanuelle Riva kot Anne Laurent
- Isabelle Huppert kot Eva Laurent
- Alexandre Tharaud kot Alexandre
- Rita Blanco kot Concierge
- Carole Franck kot med. sestra
- Dinara Droukarova med. sestra
- William Shimell kot Geoff
- Ramón Agirre kot Conciergin mož
- Laurent Capelluto kot policist
- Jean-Michel Monroc kot policist
- Suzanne Schmidt kot soseda
- Walid Afkir kot bolničar
- Damien Jouillerot kot bolničar